# Caren Kaye
Caren Kaye (nacida el 12 de marzo de 1951) es una actriz de cine y televisión estadounidense que ha aparecido en docenas de películas y ha sido la estrella invitada en muchas series de televisión. Asistió a la Universidad Carnegie Mellon y tiene un Doctorado en Psicología. Es más conocida por sus papeles en la película de 1983 Mi Tutor y en la sitcom de la NBC It's Your Move.

## Carrera
Kaye nació en Nueva York. A comienzos de los 70, estudió y practicó los juegos de improvisación creados por Viola Spolin. Caren se convirtió en una de las miembros fundadoras de la compañía de teatro improvisado WAR BABIES. WAR BABIES comenzó en el Focus Coffee House en Nueva York, donde pronto se convertiría en una de las compañías de improvisación del país. Después de varios años en Nueva York, la compañía fue llevada a California para trabajar con Dick Clark Productions. Realizaban shows semanales en el Teatro Cast en Hollywood y se convirtió en parte del grupo revelación de compañías improvisación en California entre las décadas de los 70 y 80, ganándose las críticas del público y premios de teatro y televisión. Los miembros trabajaban continuamente en televisión, películas y en teatro mientras usaban a WAR BABIES como su base para afilar sus habilidades e interpretar frente a incontables audiencias. Después de casi quince años, WAR BABIES fue oficialmente disuelto y permanecieron como amigos. 
Uno de sus primeros papeles fue para una película sobre entrenamiento para la Armada de los Estados Unidos en donde interpretaba a una joven mujer realizando el entrenamiento básico. Durante mediados de los años 70, apareció en episodios de Alice, The Mary Tyler Moore Show, Rhoda, y la sitcom de la NBC The Practice. Era regular en el elenco de la sitcom de la ABC Blansky's Beauties, un spin-off de Días felices que se emitió de febrero a junio de 1977.
Sus créditos de cine incluyen Looking for Mr. Goodbar (1977), Cuba Crossing (1980), Some Kind of Hero (1982), Mi Tutor (1983), Teen Witch (1989) y Satan's Princess (1990). 
En 1984, Kaye coprotagonizó como la madre de Jason Bateman y novia de David Garrison en la comedia adolescente de la NBC, It's Your Move. La serie solo duró una temporada.
Apareció en diez episodios de la serie de televisión The Love Boat, y ha sido la estrella invitada en otras series tales como Starsky y Hutch, 21 Jump Street, Mr. Belvedere, La isla de la fantasía, Simon & Simon, Matt Houston, Taxi y Murder, She Wrote.